# (38215) 1999 NX9
1999 NX9 (asteroide 38215) é um asteroide da cintura principal. Possui uma excentricidade de 0.14350940 e uma inclinação de 16.33523º.
Este asteroide foi descoberto no dia 13 de julho de 1999 por LINEAR em Socorro.